# Tim och Tommy
Tim och Tommy (franska: Tif et Tondu) är en fransk tecknad serie skapad 1938 av Fernand Dineur. Serien handlar om de två amatördetektiverna med samma namn. Fram till avslutningsåret 1997 publicerades sammanlaget 45 album.
Dineur lämnade snart över serien till sin assistent Will. Han inledde, tillsammans med manusförfattare som Rosy & Maurice Tillieux, seriens guldålder. 
Om seriefigurerna kan nämnas att Tim är flintskallig och skämtsam medan Tommy har skägg och är lite mer allvarligt lagd till sinnes. Deras äventyr involverar ofta element från science fiction, inklusive jättestora robotar, telepati och mystiska supervapen. Duons ärkefiende är Monsieur Choc, en mästerskurk som ständigt går klädd i frack och riddarhjälm.

## Album på franska och svenska
| F# | Originaltitel                       | År   | Svensk utgivning | S# | Titel                    | Serie                 | Förlag              |
| -- | ----------------------------------- | ---- | ---------------- | -- | ------------------------ | --------------------- | ------------------- |
| 1  | La villa Sans-souci                 | 1951 |                  |    |                          |                       |                     |
| 2  | Le trésor d'Alaric                  | 1954 |                  |    |                          |                       |                     |
| 3  | Tif et Tondu en Amérique centrale   | 1954 |                  |    |                          |                       |                     |
| 4  | Oscar et ses mystères               | 1955 |                  |    |                          |                       |                     |
| 5  | Tif et Tondu contre la main blanche | 1956 |                  |    |                          |                       |                     |
| 6  | Le retour de Choc                   | 1958 |                  |    |                          |                       |                     |
| 7  | Passez muscade                      | 1958 |                  |    |                          |                       |                     |
| 8  | Plein gaz                           | 1959 |                  |    |                          |                       |                     |
| 9  | Tif et Tondu (in Bibor et Tribar)   | 1960 |                  |    |                          |                       |                     |
| 10 | La villa du Long-Cri                | 1966 | 1975             | 1  | Spökhuset                | Tim & Tommy           | Carlsen if          |
| 11 | Choc au Louvre                      | 1966 |                  |    |                          |                       |                     |
| 12 | Les flèches de nulle part           | 1967 |                  |    |                          |                       |                     |
| 13 | La poupée ridicule                  | 1968 |                  |    |                          |                       |                     |
| 14 | Le reveil de Toar                   | 1968 |                  |    |                          |                       |                     |
| 15 | Le grand combat                     | 1968 |                  |    |                          |                       |                     |
| 16 | La matière verte                    | 1969 | 1972             | 5  | Den mystiska materien    | Tim & Tommy           | Semic - Trumfserien |
| 17 | Tif rebondit                        | 1969 | 1973             | 14 | Tim studsar tillbaka     | Tim & Tommy           | Semic - Trumfserien |
| 18 | L'ombre sans corps                  | 1970 | 1971             | 1  | Skuggan av en vålnad     | Tim & Tommy           | Semic - Trumfserien |
| 19 | Tif et Tondu contre le cobra        | 1971 | 1980             | 1  | Kobran slår till         | Tim och Tommys äventy | Carlsen/If          |
| 20 | Le roc maudit                       | 1972 |                  |    |                          |                       |                     |
| 21 | Sorti des abîmes                    | 1972 |                  |    |                          |                       |                     |
| 22 | Les ressucités                      | 1973 |                  |    |                          |                       |                     |
| 23 | Le scaphandrier mort                | 1974 |                  |    |                          |                       |                     |
| 24 | Un plan démoniaque                  | 1975 |                  |    |                          |                       |                     |
| 25 | Tif et Tondu à New York             | 1975 |                  |    |                          |                       |                     |
| 26 | Aventure birmane                    | 1976 | 1981             | 2  | Skattjakt i Burma        | Tim och Tommys äventy | Carlsen/If          |
| 27 | Le retour de la bête                | 1977 |                  |    |                          |                       |                     |
| 28 | Le gouffre interdit                 | 1978 |                  |    |                          |                       |                     |
| 29 | Les passe-montagnes                 | 1979 |                  |    |                          |                       |                     |
| 30 | Métamorphoses                       | 1980 |                  |    |                          |                       |                     |
| 31 | Le sanctuaire oublié                | 1981 |                  |    |                          |                       |                     |
| 32 | Echecs et match                     | 1982 |                  |    |                          |                       |                     |
| 33 | Swastika                            | 1983 |                  |    |                          |                       |                     |
| 34 | Traitement de Choc                  | 1984 |                  |    |                          |                       |                     |
| 35 | Choc 235                            | 1985 |                  |    |                          |                       |                     |
| 36 | Le fantôme du samouraï              | 1986 |                  |    |                          |                       |                     |
| 37 | Dans les griffes de la main blanche | 1986 | 2015             |    | I den vita handens grepp | Tim & Tommy           | Mooz Förlag         |
| 38 | Magdalena                           | 1987 | 2015             |    | Magdalena                | Tim & Tommy           | Mooz Förlag         |
| 39 | Les phalanges de Jeanne d'Arc       | 1988 |                  |    |                          |                       |                     |
| 40 | La tentation du bien                | 1989 |                  |    |                          |                       |                     |
| 41 | Coups durs                          | 1991 |                  |    |                          |                       |                     |
| 42 | Prise d'otages                      | 1993 |                  |    |                          |                       |                     |
| 43 | A feu et à sang                     | 1993 |                  |    |                          |                       |                     |
| 44 | L'assassin des trois villes soeurs  | 1995 |                  |    |                          |                       |                     |
| 45 | Les vieilles dames aux cent maisons | 1995 |                  |    |                          |                       |                     |
| 46 | Fort cigogne                        | 1996 |                  |    |                          |                       |                     |
| 47 | Le mystère de la chambre 43         | 1997 |                  |    |                          |                       |                     |